# Březina (dříve okres Tišnov)
Březina (německy Bschesina) je obec v okrese Brno-venkov v Jihomoravském kraji. Leží 2 km jižně od Tišnova, v údolí řeky Svratky, na úpatí Českomoravské vrchoviny, na rozhraní Boskovické brázdy a Křižanovské vrchoviny. Nachází se v katastrálním území Březina u Tišnova. Žije zde 367 obyvatel.
Do roku 2016 byla obec ve veřejných evidencích vedena pod názvem Březina (dříve okres Tišnov). Pro odlišení od stejnojmenné obce ve stejném okrese bylo v názvu v závorce vyznačeno, do kterého okresu patřila obec dříve. V roce 2016 bylo toto odlišení odstraněno a od té doby se v okrese Brno-venkov nacházejí naprosto stejnojmenné obce Březina.

## Historie
První zmínka o obci pochází z roku 1232. V roce 1234 ji markrabě Přemysl věnoval nedlouho před tím založenému blízkému klášteru Porta coeli (první zmínka roku 1233, založen zřejmě o tři roky dříve). V letech 1986–1990 byla Březina součástí Tišnova.

## Obyvatelstvo
| Rok            | 1869 | 1880 | 1890 | 1900 | 1910 | 1921 | 1930 | 1950 | 1961 | 1970 | 1980 | 1991 | 2001 | 2011 | 2021 |
| -------------- | ---- | ---- | ---- | ---- | ---- | ---- | ---- | ---- | ---- | ---- | ---- | ---- | ---- | ---- | ---- |
| Počet obyvatel | 178  | 194  | 193  | 170  | 191  | 194  | 198  | 232  | 262  | 253  | 237  | 194  | 230  | 268  | 343  |
| Počet domů     | 26   | 26   | 27   | 29   | 30   | 31   | 36   | 121  | 57   | 63   | 64   | 72   | 80   | 96   | 117  |

Vývoj počtu obyvatel

## Pamětihodnosti
- Kaple svatého Václava
- Krucifix z roku 1846
- Krucifix z roku 1841
- Boží muka